# Rendel Harris
James Rendel Harris, född 27 januari 1852, död 1 mars 1941, var en brittisk teolog och religionshistoriker.
Rendel Harris var professor vid olika universitet i USA, Nederländerna och Storbritannien. 1918 blev han föreståndare för handskriftssamlingen i Rylands Library i Manchester. Harris var specialist på den äldsta kyrkans litteratur samt gjorde flera uppseendeväckande fynd, däribland av Salomos oden och av den syriska översättningen till Aristides som förlorad ansedda Apologi (utgiven av Harris tillsammans med J. A. Robinson i Texts and studies I:1, 1891).